# Achim Nica
Achim Nica (n. 20 ianuarie 1930, Obreja, Județul Caraș-Severin – d. 23 noiembrie 2012)) a fost un cântăreț de muzică tradițională, care interpreta cântece cu specific din zona Banatului. Din 2001 este cetățean de onoare al municipiului București.

## Biografie
Achim Nica a venit pe lume la 20 ianuarie 1930, în localitatea cărășeană Obreja. A găsit încă din copilărie un mediu favorabil dezvoltării talentului său.
De mic a cântat alături de mama și bunica, iar încă de la vârsta de 10 ani vocea i-a fost remarcată de învățătorul său. Cu toate acestea, cariera și-a început-o abia de la 30 de ani.
În perioada 1965 – 1975, Achim Nica a activat la Orchestra „Doina Banatului” din Caransebeș. Sub îndrumarea atentă a dirijorului Nicolae Perescu s-a afirmat repede în fața publicului din zonă, din țară, dar și din Banatul Sârbesc, în turneele efectuate.

## Activitate
La baza repertoriului promovat de Achim Nica au stat încă de la început doinele. Suflet impresionabil, de o veselă duioșie, sincer și cinstit din fire, Achim Nica și-a turnat tiparul lumii sale sufletești în cântece interpretate în acel fel rezervat și sfios după cum îi este și firea.
Pe parcursul activității înregistrează 8 discuri (primul în 1961) și 4 casete audio-video. Se remarcă:
Banatule, mândră floare, care conține 12 piese între care alături de cântecul din titlu, sunt cuprinse:
- Trandafirul rău tânjește
- Mă dusei la horă-n sat
- Ș-așa-mi zice frunza-n vie
- Fetele de prin Banat
- Ce mi-a fost pe lume drag

Solistul a fost acompaniat de orchestra „Doina Banatului” din Caransebeș, dirijor Nicolae Perescu și Orchestra Radio din București, dirijor George Vancu.
 Urmează tot la Electrecord Mândruliță tinerică, cu Orchestra Populară din Caransebeș care cuprinde:
Fața I:
- I-auzi mândro, cucul cântă
- Mândruliță tinerică

Fața II:
- Și-au plecat cu coasă nouă
- Când nu-i mândra lângă mine

Discografia lui Achim Nica
Mass-media a fost mereu prezentă de a lungul anilor, remarcând activitatea de excepție a acestui „rege al doinei”, după cum l-a numit marele taragotist clujean Dumitru Fărcaș. La aniversarea de neuitat a marelui rapsod al Banatului care a avut loc chiar la Obreja-ntr-o grădină, alături de reprezentanții mai multor televiziuni și societăți de radio, inclusiv TVR Internațional prin Elise Stan și Radio Televiziunea Timișoara prin Mihai Anghel a fost prezentă și presa scrisă: Redeșteptarea, Renașterea bănățeană, Agenda și Timpul. Prezența lor s-a simțit pregnant și cu alte importante manifestări culturale legate de numele lui Nica, a cărui viață și activitate au fost prezentate cu deplin succes de către acest adevărat cronicar al folclorului bănățean care este Nicolae Pârvu, în cartea lui extrem de elocventă: Achim Nica, doinitorul Banatului.

## Premii și distincții
Președintele României Ion Iliescu i-a conferit lui Achim Nica la 10 decembrie 2004 Ordinul național Pentru Merit în grad de Cavaler, „pentru contribuțiile deosebite în activitatea artistică și culturală din țara noastră, pentru promovarea civilizației și istoriei românești”.